# Stanisław Olszewski (1858–1929)
Stanisław Marian Olszewski (ros. Станислав Ипполитович Ольшевский) (ur. 14 listopada 1858 w Warszawie, zm. 12 maja 1929 tamże) – polski inżynier, projektant stalowych mostów kratowych w Rosji.

## Życiorys
Ukończył gimnazjum w Piotrkowie Trybunalskim, w 1882 Uniwersytet Petersburski (Wydział Fizyczno-Matematyczny) i w 1886 r. petersburski Instytut Inżynierów Komunikacji. Kierował budową dużego mostu kolejowego przez Amu-darię w Nowym Czardżuju (1898-1901, w momencie oddania do użytku był to najdłuższy most Rosji). W 1909-1913 kierował budową mostu kolejowego (długość ponad 800 m, 25 m nad lustrem wody, Olszewski brał też udział w jego projektowaniu, choć głównym projektantem był Proskuriakow) przez Wołgę w Jarosławiu oraz węzła kolejowego w tymże mieście. Most na Wołdze istniał do pierwszej dekady XXI w., gdy praktycznie w całości zastąpiono go nową konstrukcją. W latach 1921–1923 kierował budową wież radiotelegraficznych radiostacji w Babicach. Od 1924 r. wykładowca Politechniki Warszawskiej.
Pochowany na Cmentarzu Powązkowskim w Warszawie.